# South Ruislip (métro de Londres)
Pour les articles homonymes, voir Ruislip (homonymie).
South Ruislip est une station de la Central line du métro de Londres, en zone 5. Elle est située à Ruislip dans le borough londonien de Hillingdon.

## Situation sur le réseau
La station South Ruislip est située sur la Central line entre les stations Northolt et Ruislip Gardens. Elle est en zone 5.

## Histoire
En tant que station de la Central line elle a ouvert le 21 novembre 1948.

## Services aux voyageurs

### Accès et accueil
La station est située sur Station Road à Ruislip.

### Desserte

Voies, quais et dessertes
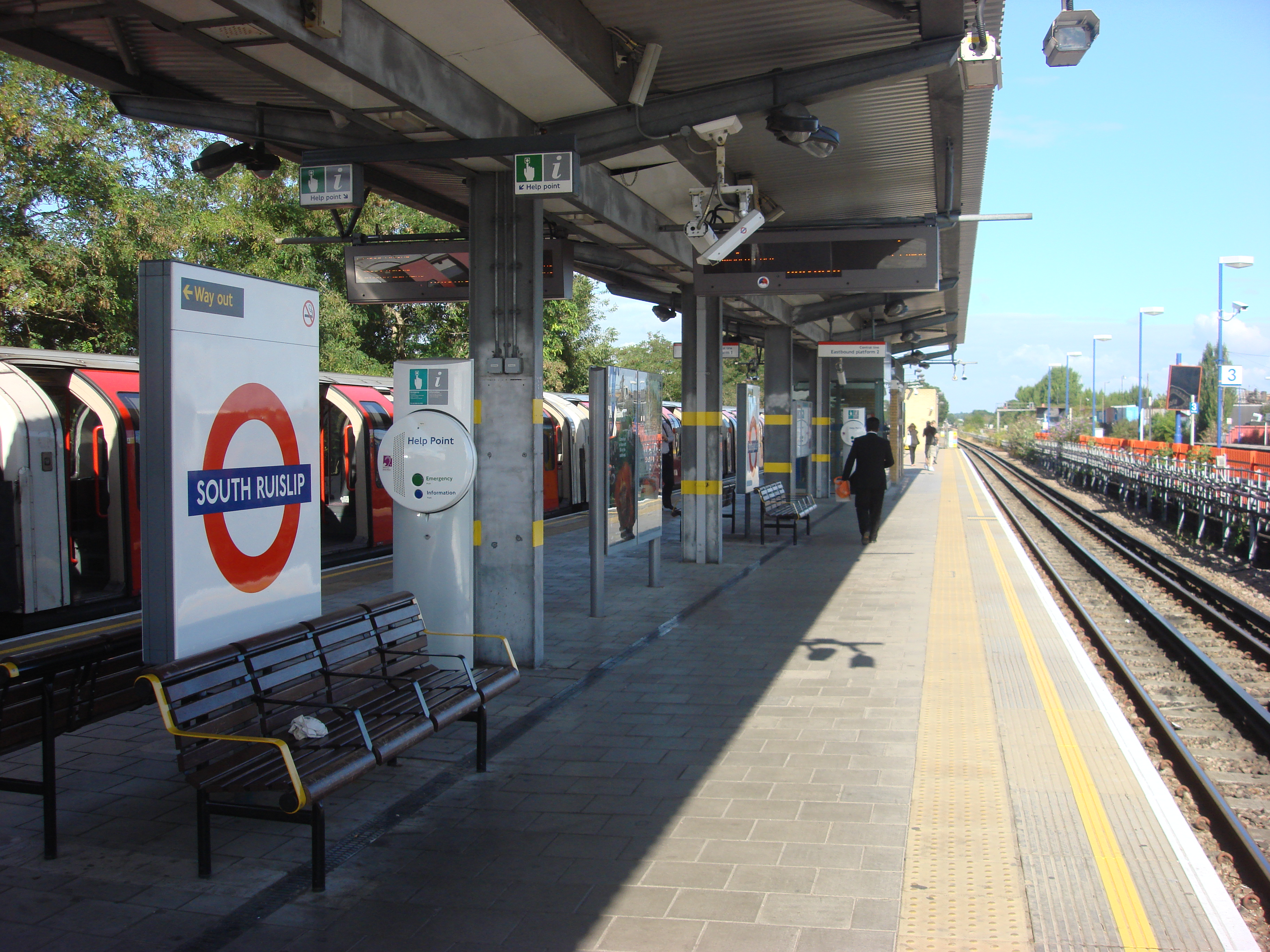
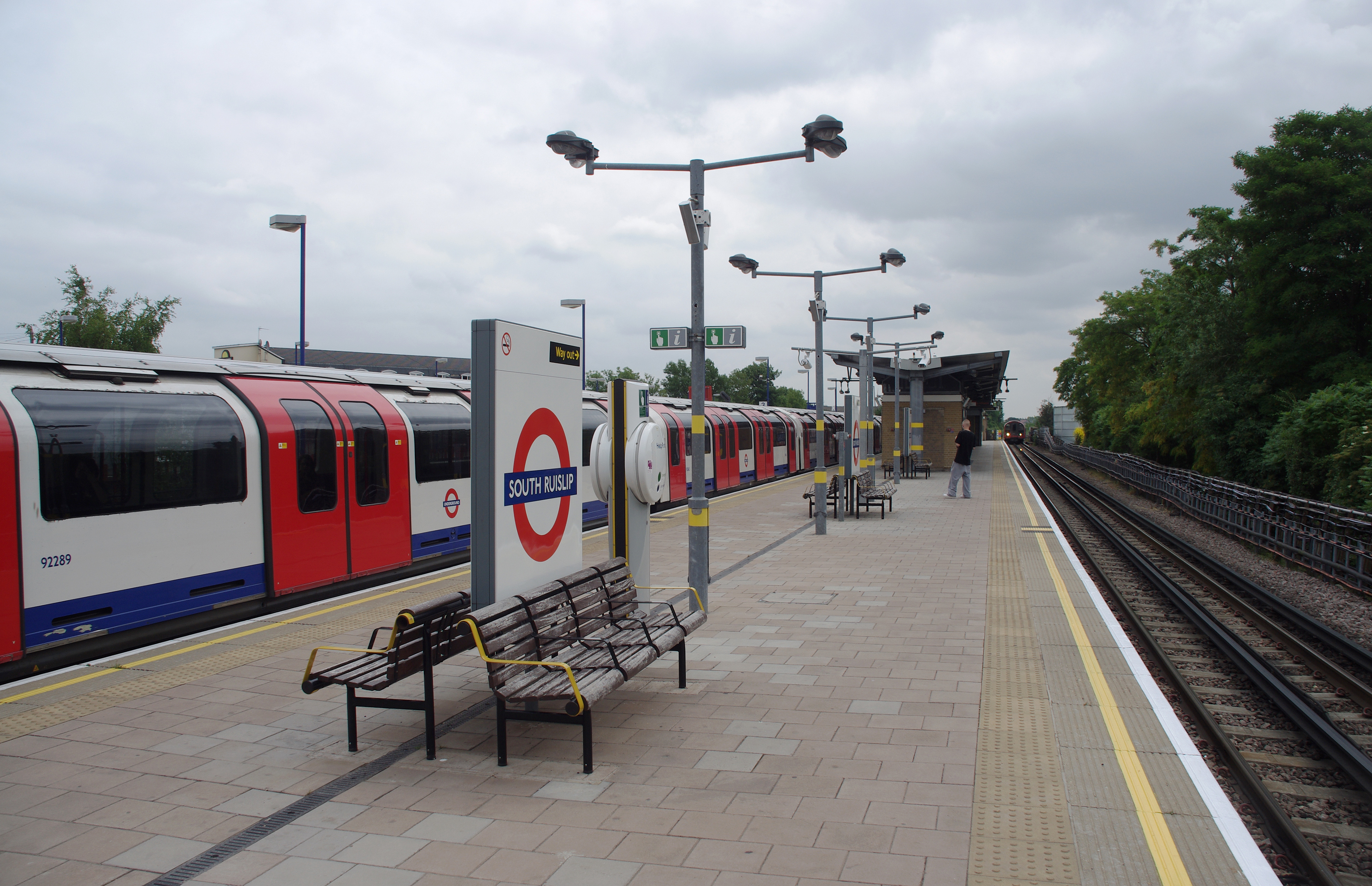
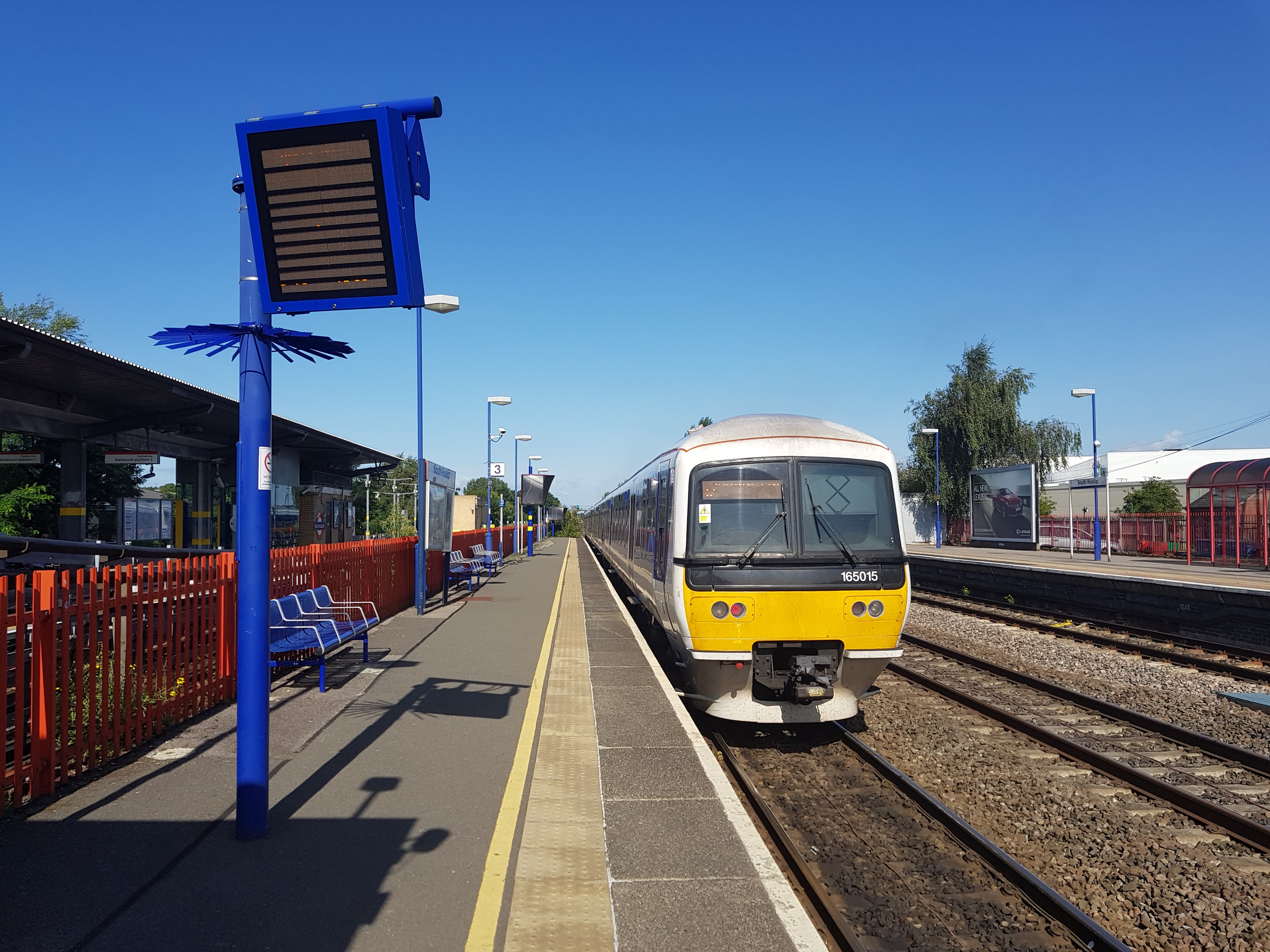

### Intermodalité
La station est desservie par les lignes de bus :
- 114 (Mill Hill Broadway - Ruislip) service 24/7
- E7 (Ealing Broadway - Ruislip station)

La station est en correspondance avec le réseau National Rail. Les services entre la gare de Marylebone et Aylesbury via High Wycombe sont assurés par Chiltern Railways.

## À proximité
- South Ruislip